# Каменный Яр (овраг Каменный)
Балка Каменный Яр (овраг Каменный) — овраг и водоток в России, протекает в Воронежской области. Левый приток реки Гаврило.

## География
Балка Каменный Яр берёт начало западнее села Пирогово Калачеевского района. Течёт на запад по открытой местности. Устье реки находится у села Гаврильск Павловского района в 27 км по левому берегу реки Гаврило. В устье реки устроен пруд. Длина реки составляет 14 км, площадь водосборного бассейна 66,3 км².

## Данные водного реестра
По данным государственного водного реестра России относится к Донскому бассейновому округу, водохозяйственный участок реки — Дон от города Лиски до города Павловск, без реки Битюг, речной подбассейн реки — бассейны притоков Дона до впадения Хопра. Речной бассейн реки — Дон (российская часть бассейна).
Код объекта в государственном водном реестре — 05010101012107000004333.